# GP Paul Borremans
De GP Paul Borremans is een jaarlijkse wielerwedstrijd in het Oost-Vlaamse Viane die sinds 1961 georganiseerd werd.
De wedstrijd is vernoemd naar voormalig wielrenner Paul Borremans. De organisatie was in handen van vzw Koninklijk Sportkomiteit Viane, die onder meer tien jaar lang het jaarlijkse na-tour criterium op de Muur van Geraardsbergen organiseerde. Ook het Belgisch kampioenschap in 1999 met winnaar Ludo Dierckxsens mochten ze op hun lijst van professionele organisaties bijscrijven. 
De 60e en laatste editie van de GP Paul Borremans ging door in 2021. 

## Lijst van winnaars

### eervoudige winna
| Overwinningen | Renner           | Land   | Jaren                  |
| ------------- | ---------------- | ------ | ---------------------- |
| 4             | Eric De Clerq    | België | 1993, 1998, 2000, 2002 |
| 3             | Rudy Pevenage    | België | 1977, 1979, 1984       |
| 3             | Steven Caethoven | België | 2004, 2008, 2012       |
| 2             | Eddy Merckx      | België | 1966, 1971             |
| 2             | Dirk Heirweg     | België | 1983, 1990             |
| 2             | Koen Barbé       | België | 2007, 2013             |